# Коптський католицький Патріархат Александрії
Коптський католицький Патріархат Александрії патріарший і єдиний митрополичий престол глави Східної Коптської Католицької Церкви свого права, партикулярної Церкви в Католицькій Церкві, яка дотримується александрійського обряду коптською мовою.
Він має два кафедральних архієпископських кафедри, обидва в Єгипті: один, присвячений Єгипетській Богоматері, у столиці країни Каїрі, інший - присвячений Воскресінню у Александрії.

## Історія
У патріархату було три невдалі спроби заснування:
- У 1741 році в Александрії було засновано католицький апостольський вікаріат для коптських християн, які бажають об'єднатися зі Святим Престолом.
- 15 серпня 1824 року Патріарший престол Александрії (Alexandrin(us) Coptorum) заснований на території Єгипту, відокремленого від Апостольського вікаріату Сирії, Єгипту, Аравії та Кіпру.
- 26 листопада 1895 року його було відновлено як Александрійський патріарший престол (Alexandrin(us) Coptorum), знову на єгипетській території, відокремлений від Апостольського вікаріату Єгипту.

У 1947 році його було відновлено як Александрійський патріарший престол, після чого він функціонує безперервно.
Неодноразово втрачав території в Єгипті, щоб заснувати суфраганський престол Александрії як митрополита:
- 17 грудня 1982 року Коптська католицька єпархія Ісмаїлія.
- 21 березня 2003 року коптська католицька єпархія Гізи.

Його відвідав Папа Іван Павло II у лютому 2000 року та Папа Франциск у квітні 2017 року.

## Ранг
Патріарший престол як такий займає третє місце серед усіх католицьких (архі)єпископств світу (лише після Римського Апостольського Престолу та Католицького Патріарха Константинопольського) згідно з канонічним правом (Кодекс Канонів Східних Церков 58, 59.2).

## Відповідна єпархія
Його основною (архі)єпархією є коптсько-католицька єпархія Александрії, яка не має іншого ординарія, крім патріарха. Однак він може призначити єпископа-помічника для єпархії, відмінного від помічників для Патріархату, як це було у випадку:
- Юганна Кабес (7 червня 1958 р. – 28 червня 1985 р.), титулярний єпископ Клеопатриди (7 червня 1958 р. – 28 червня 1985 р.).

Станом на 2014 рік він обслуговував 35 865 східних католиків у 31 парафії з 73 священиками (41 єпархіальним, 32 чернечими), 209 мирянами (65 братів, 144 сестри) та 5 семінаристами.
У квітні 2017 року її відвідав Папа Франциск.

## Єпископи

### Коптські католицькі патріархи Александрії та апостольські вікарії-попередники

#### Коптські католицькі апостольські вікарії
- Афанасій (1741–1744?)
- Джусто Марсгі (1744?–1748)
- Якуб Рімарж OFM (1748–1751) (Жак де Кремсьє)
- Паоло д'Аньоне (1751–1757)
- Джузеппе де Сасселло (1757–1761)
- Рош Абу Кодсі Сабак де Гірга (1761–1778); (1781); (1783–1785)
- Жерве д'Ормеаль (1778–1781)
- Жан Фараргі (1781–1783)
- Бішай Носсер (1785–1787)
- Мікеланджело Пачеллі де Трікаріо (1787–1788)
- Матьє Ріге (1788–1822)
- Максимос Джоувед (1822–1831) (також носив титул патріарха з 1824 р.)
- Теодор Абу Карім (1832–1855)
- Афанасіос Кіріакос Хоузам (1855–1864)
- Агапіос Бішай (1866–1876)
  - Антун ді Марко (1876–1887) (апостольський вікарій з візитом)
  - Антун Набад (1887–1889) (провікар)
  - Симон Баррайя (1889–1892) (провікар)
  - Антун Кабеш (1892–1895) (провікар)
- Кирилос Макаріос (1895–1899) (Апостольський адміністратор і Патріарший вікарій, Патріарх з 1899 р.)

#### Коптські католицькі патріархи Александрії
Патріархат заснований у 1824 році (папа Лев XII)
- Максимос Джоувед, також відомий як Максимос Гіваїд (15 серпня 1824 р. – 30 серпня 1831 р.), титулярний єпископ Утіни (9 березня 1824 р. – 15 серпня 1824 р.)
- Вакантний (1831 р. – 1899 р.)
  - Апостольський адміністратор Теодор Абу-Карім (22 червня 1832 р. – 28 вересня 1855 р.), титулярний єпископ Алії (22 червня 1832 р. – 28 вересня 1855 р.)
  - Апостольський адміністратор Атанас Хоузан (2 жовтня 1855 р. – помер 17 лютого 1864 р.), титулярний єпископ Маронії (2 жовтня 1855 р. – 17 лютого 1864 р.)
  - Апостольський адміністратор Авраам Агабіо Бшаї (27 лютого 1866 р. – 1878 р.), титулярний єпископ Каріополя (27 лютого 1866 р. – 20 лютого 1887 р.)
  - Апостольський адміністратор Кирил Макейр = Кирилос Макаріос (18 березня 1895 р. – 19 червня 1899 р.), титулярний єпископ Кесарії Панеї (15 березня 1895 р. – 19 червня 1899 р.)
- Кирилос Макаріос = Сирил Макейр (1899 р.– 1908 р.) (у відставці)
- Вакантний (1908 р.– 1947 р.)
  - Апостольський адміністратор (Джозеф-)Максім Седфауї (1908 р. – 13 січня 1925 р.)
  - Апостольський адміністратор Марк Хоузам = Маркос Хоузам (30 грудня 1927 р. – 10 серпня 1947 р.)
- Маркос II Хоузам ( див. вище 10 серпня 1947 р. – помер 2 лютого 1958 р.)
- Стефан I Сідарусс, лазарист (CM) (10 травня 1958 р. - вийшов у відставку 24 травня 1986 р.) (кардинал у 1965 р.), помер у 1987 р.
  - Патріарший вікарій: Афанасій Абадір (18 травня 1976 р. – 17 грудня 1982 р.), титулярний єпископ Аппійський (18 травня 1976 р. – 17 грудня 1982 р.); потім єпарх (єпископ) Ісмайлії з Коптів (Єгипет) (17 грудня 1982 р. – 25 травня 1992 р.)
- Стефанос II Гаттас (23 червня 1986 р. – пішов у відставку 30 березня 2006 р.) (кардинал у 2001 р.), помер у 2009 р.
  - Єпископ -помічник: Юганна Голта (27 липня 1986 – 1997), титулярний єпископ Андропольський (27 липня 1986 р. – тепер); потім Єпископ Курії Коптів (1997 р. – 2020 р.)
  - Єпископ-помічник: Андраос Салама (1 листопада 1988 – 1997), титулярний єпископ Барки (1 листопада 1988 р. – 21 березня 2003 р.); потім єпарх (єпископ) Гізеха коптського (Єгипет) (21 березня 2003 р. – 6 грудня 2005 р.)
- Антоніос I Нагіб (7 квітня 2006 р. – пішов у відставку 15 січня 2013 р.) (кардинал у 2010 р.), помер у 2022 р.
- Ібрагім Ісаак Сідрак (18 січня 2013 р. – дотепер)

#### Куріальні єпископи
- Юханна Голта (1997 р.- 2002 р.)
- Антоніос Азіз Міна (2002 р.- 2006 р.), конфірмований єпископом Гізи (коптський)
- Камаль Фахім Авад (Бутрос) Ханна (2006 р.- 2013 р.), конфірмований єпископом Мінья {Ермополі Маджоре; Мінієх} (коптська)
- Хані Нассіф Васеф Бахоум Кіроулос (2019 р.- дотепер)

## Дивіться також
- Список коптських православних пап Александрії
- Коптська православна церква Александрії
- Патріархи
- Патріарх Александрійський
- Александрійський латинський патріархат
- Східні католицькі церкви